# 行為障害
行為障害（こういしょうがい、conduct disorder、CD）は、DSM-5からは素行障害の訳となり素行症の訳語も併記され、反復して持続的な、反社会的、攻撃的、また反抗的な行動パターンを特徴とし、年齢相応の社会規範や規則を大きく逸脱している状態である。これらの行動パターンはよく反社会的行動と呼ばれる。それ故、通常の子どもっぽい悪戯や青年期の反抗に比べてより重篤でなければならないとしている。また、6か月以上持続している必要がある。これは司法行政的な文脈において、非行という概念で論じられてきた範疇のものを多く含んでいる。
行為障害はよく成人の反社会性パーソナリティ障害（ASPD）の前段階となっており、18歳未満ならばASPDの診断とはならない。

## 定義
精神医学的障害の一種である。

## 行動
人や動物に対する攻撃性
しばしば人と喧嘩したり、脅迫したり、威嚇したり、動物に対して残虐な仕打ちをする。
所有物の破壊
他人の所有物の破壊　放火など
嘘をつくことや窃盗
繰り返し嘘をついたり、盗みを行なう。
重大な規則違反
社会規範に違反する行動や、家出など
しかしながら、このような記述的な行動は個人の問題から生じる必要があり、（困窮地域、戦争国からの移民など）環境あるいは文化的にごく当たり前であるような場合には、より健全な環境へと調整する必要性を意味するかもしれない。

## 診断

### 世界保健機関
世界保健機関のICD-10精神と行動の障害においては、F91行為障害である。挑発的であるが攻撃的な行動が存在しない、窃盗といった法的な侵害は存在しないものは、反抗挑戦性障害（ODD）に鑑別される。診断には発達段階を考慮する必要があり、正常な発達段階における3歳児のかんしゃく、7歳児の暴力は診断の根拠とはならない。注意欠陥・多動性障害や、気分障害、広汎性発達障害などとの鑑別診断が必要である。
行為障害は、反復し持続していることが必要であり、6か月以上の持続がなければ診断は推奨されない。つまり単発的な反社会的なエピソードは診断の根拠とならない。
F91行為障害の下位分類に、亜型分類として妥当であるとして、F91.0家庭限局性、F91.1個人行動型、F91.2集団行動型が記載されている。またICD-10研究用診断基準では、重症や窃盗など、重大な危害を及ぼしている場合に重症とする方法がよい指標であるとされ、また多動性や情緒も加えた3つの側面から記載することが推奨されている。

### アメリカ精神医学会
アメリカ精神医学会による『精神疾患の診断・統計マニュアル』第4版（DSM-IV）における診断コードは312.8である。
DSM-IV-TRにおいては、診断基準Aにおいて社会的な規則や人権を無視しており、診断基準Bにおいて著しい機能障害をもたらしており、診断基準Cにおいて18歳以上でもよいが反社会性パーソナリティ障害ではないことが必要である。小児期発症型とは10歳以前の発症であり、青年期発症型とはそれ以降である。そして武器の使用など、実際に相当な危害を与えている場合に重症であると診断される。
DSM-5では、素行症の診断名も併記されている。

### 鑑別診断
非行が深刻でない、臨床的に著しい機能の障害を引き起こしていないものは該当しない。素行が、混乱した家庭、虐待を受けてきたなど、子どもの環境における文化水準に相当する場合は適応障害である。特に小児や思春期では家族や環境に対するストレス反応であることもあり、初期の診断は不適切となりやすく慎重に診断すべき、あるいは診断しないようにすべきである。発症が遅いほど一過性の可能性と、他の理由の可能性を考慮する必要がある。
物質中毒、物質依存に関連して生じる場合も除外する必要があり、使用に対処すれば行動が消失することもある。行動上の厄介さは、注意欠陥・多動性障害でも生じるが問題の重大さが異なる。
法的な侵害がない場合、反抗挑戦性障害である。素行症と、反抗挑発症は素行の程度の連続上にあり、鑑別において特にストレスの多い劣悪な環境で子供が育っている場合には、反抗挑発症としたほうが子供には良いと考えられる。深刻だが、診断基準に満たない場合、診断コードV71.02小児および思春期の反社会的行為である。

## 背景
次のような要因が多面的、かつ複雑に影響し合っている。
- 個人の要因
- 家庭の要因
- 社会文化的要因

## 疫学
3-7歳の子どもが多く集まる学級では、行為障害の発症リスクが高いという証拠がある。また早期介入によって行為障害の発症リスクを減らせるという証拠がある。NICEはクラス単位で、感情学習、問題解決のプログラムを実施するよう勧告し、1学年で30人以下のクラス単位で行うとしている。

### 有病率
行為障害の有病率は、1-10%の範囲とされている。カナダの9-19歳人口においては6.8%であった（2011年）。しかし少年更生施設においては、米国法務省によれば23-87%とされる。

## 対応
行為障害に対する最も効果のある治療は、個人、学校、家庭の環境統合である。家族には心理教育を提供する。加えて治療においては、夫婦間衝突や母親の抑うつなど、家庭内の衝突に注目すべきである。治療においては多くの問題行動のトリガーになる可能性について注目することとなる。
多くの治療法が存在するが、最も効果的なのはマルチシステミックセラピー (MST) とされる。英国国立医療技術評価機構（NICE）の診療ガイドラインでは、11-17歳の患者についてMSTを推奨している。
ほか、ペアレント・トレーニング 認知行動療法、生活技能訓練などの利用も考慮できる。

### マルチシステミックセラピー
MSTは、個人の問題行動が広い文脈において、どのように当てはまるかを強調する、集中統合的な治療である。個人が接続されたシステム（家庭・学校・隣家）の中には、その個人の反社会的行動を強化するパターンの存在が発見される。MSTは、個人と家庭の力を借りて、それらへの接続を断ち切ろうとする心理療法である。
訓練を経た専門家によって、毎週3-4回のセラピーを3-5ヶ月間実施する。

### 薬物での介入
児童青年精神医学の専門医がいなければ、薬物療法はすべきではない。
NICEは、行為障害または反抗挑戦性障害を抱える児童青年に対しては、継続的に薬物療法を試みてはならないとしている。NICEは深刻な攻撃的行動に対して短期間の介入にはリスペリドンを提案しているが、しかし臨床ガイドラインを遵守し専門家の手で注意深く処方されなければならないとしている。

### 過度の従順を強制することへの批判
アメリカでは児童に少しでも問題行動があったり、癇癪持ちだったりすると注意欠陥・多動性障害や行為障害などの精神疾患と診断され、リタリンによる薬物治療が継続して行われること（「薬漬け」と形容される）が問題になっている。ナラティヴ・アプローチの普及を目指す医療ソーシャルワーカーのデイヴィッド゠ナイランドは、安易に児童を精神疾患と診断することで、周囲が色眼鏡でその児童を見るようになり、児童自身も自己暗示でその精神疾患の特徴とされる行動規則から逃れられなくなり、自己肯定感も下がることを批判している。それらの治療では反抗的行動と見なされる行為を抑え込むことがとりわけ強調されるが、ナイランドは一概に従順を求めることでその人物の個性を潰すことになることを憂慮している。ナイランドは、既成の社会の価値観や法律（逃亡奴隷法）に逆らって、黒人奴隷のジムと共に奴隷制を廃止した自由州へ向かうハックルベリー・フィン（『ハックルベリー・フィンの冒険』の主人公）が現代に生きていれば不適切な治療で個性を潰されることになるだろうと述べている。ナイランドによれば、一昔前のアメリカ社会では児童がそれらの問題行動を起こしても、いたって「普通」だと見なされていたという。ナイランドの考えは医学博士ジーン゠コムズも賛成している。